# Sint-Pieters-Bandenkerk (Erwetegem)
De Sint-Pieters-Bandenkerk van Erwetegem (Zottegem) is een classicistische kerk met Lodewijk XVI-meubilair. De kerk werd voor het eerst vermeld in 1162. 
In 1779 werd de huidige kerk in baksteenmetselwerk met zandsteen opgetrokken ter vervanging van de hardstenen kerk. De toren is een overblijfsel van die kerk. In de kerk hangen een 17de-eeuws en drie 18de-eeuwse schilderijen van onbekende meesters . Het orgel uit 1828 is het werk van Charles van Peteghem en is sinds 1980 beschermd.
Het hoogaltaar is afkomstig uit de afgebroken Gentse kerk van het Sint-Veerlekapittel.

## Exterieur & interieur

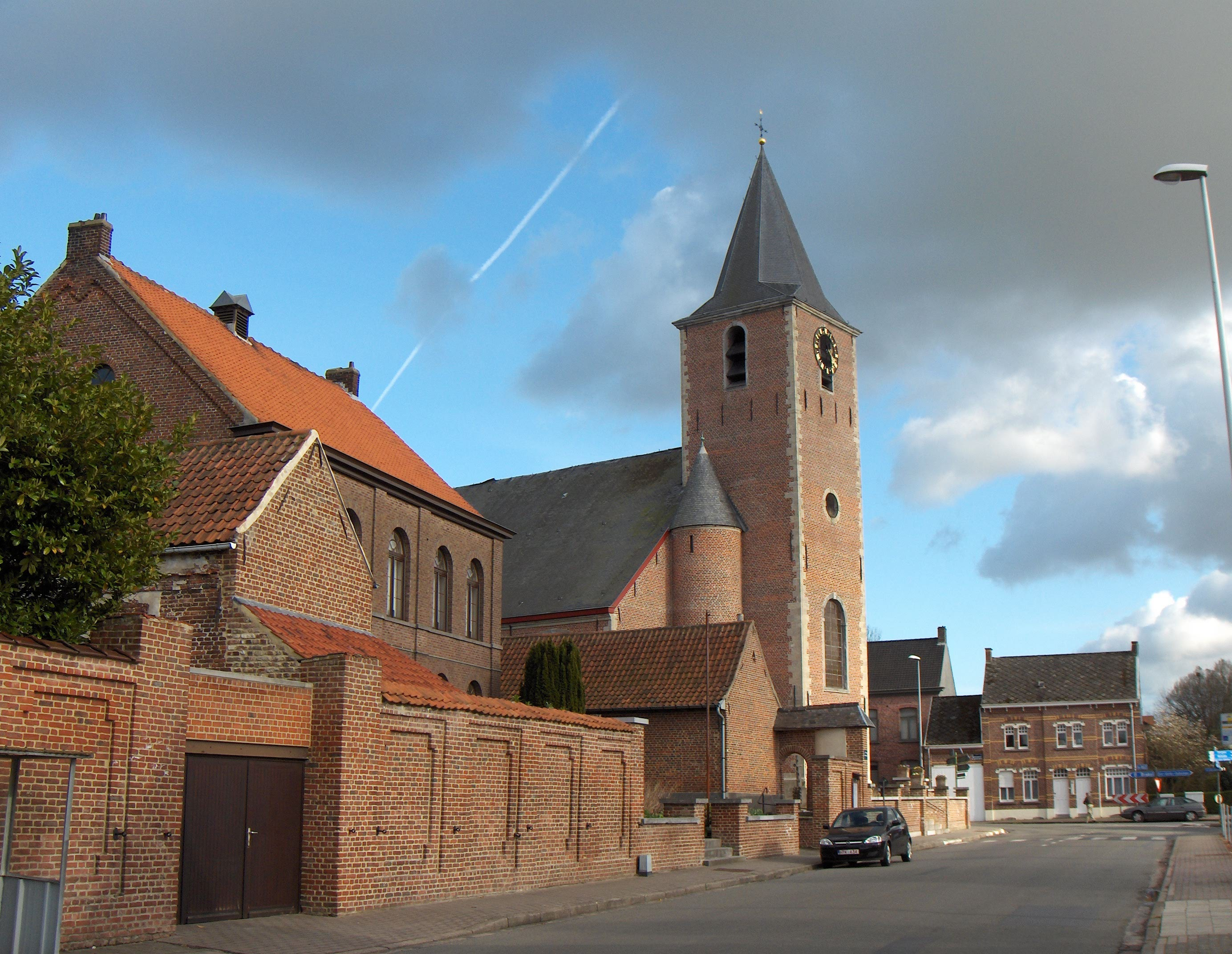
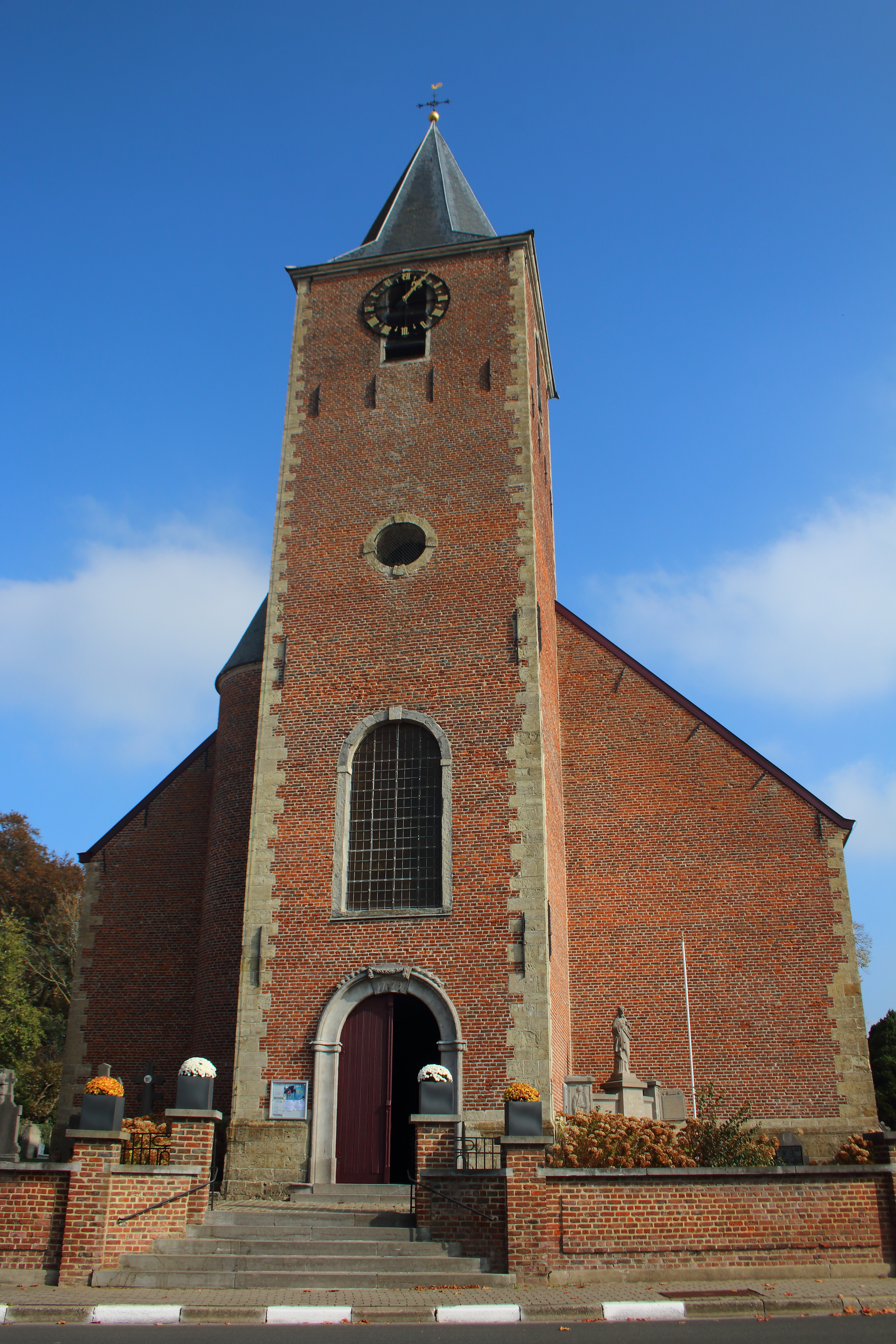
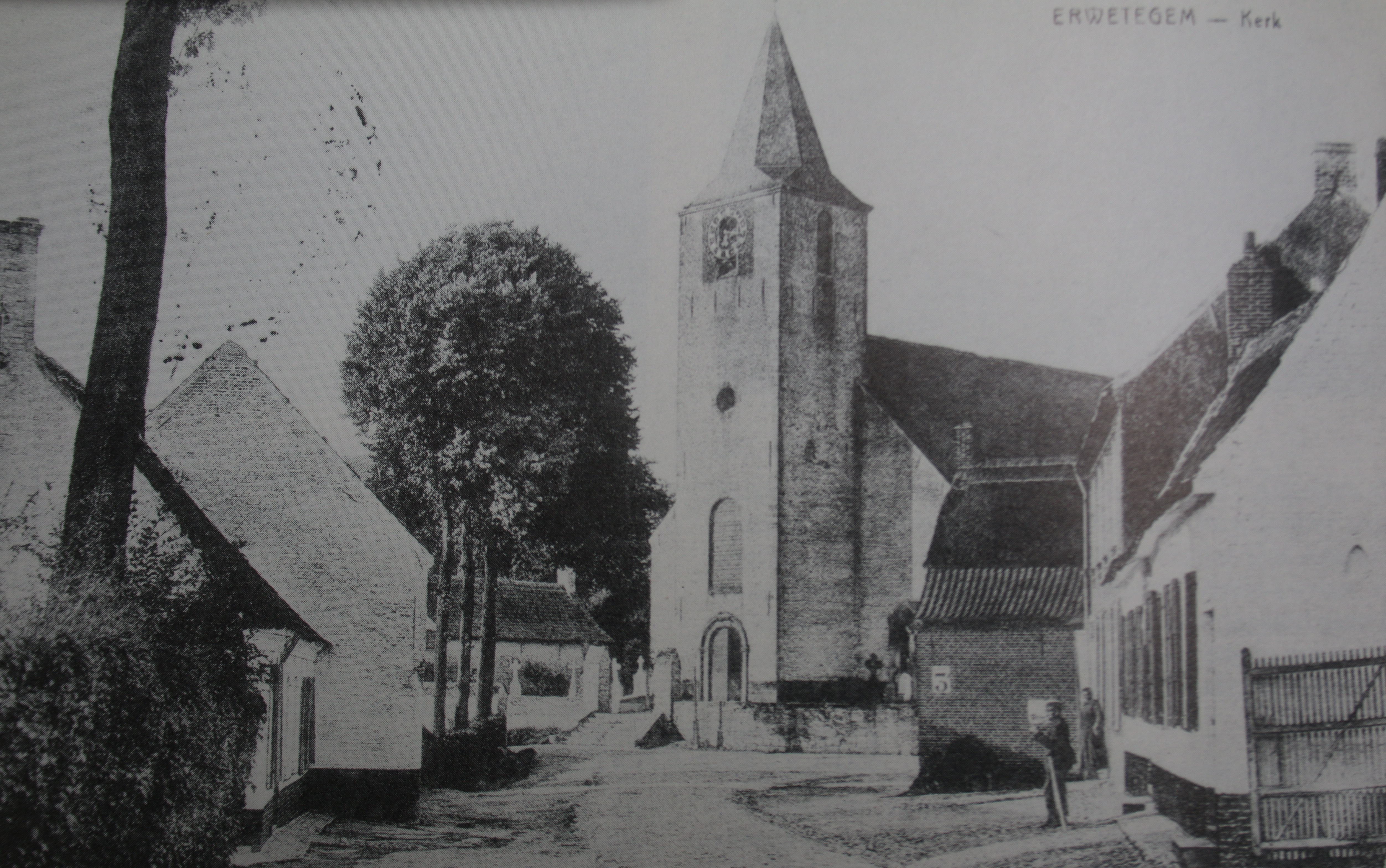
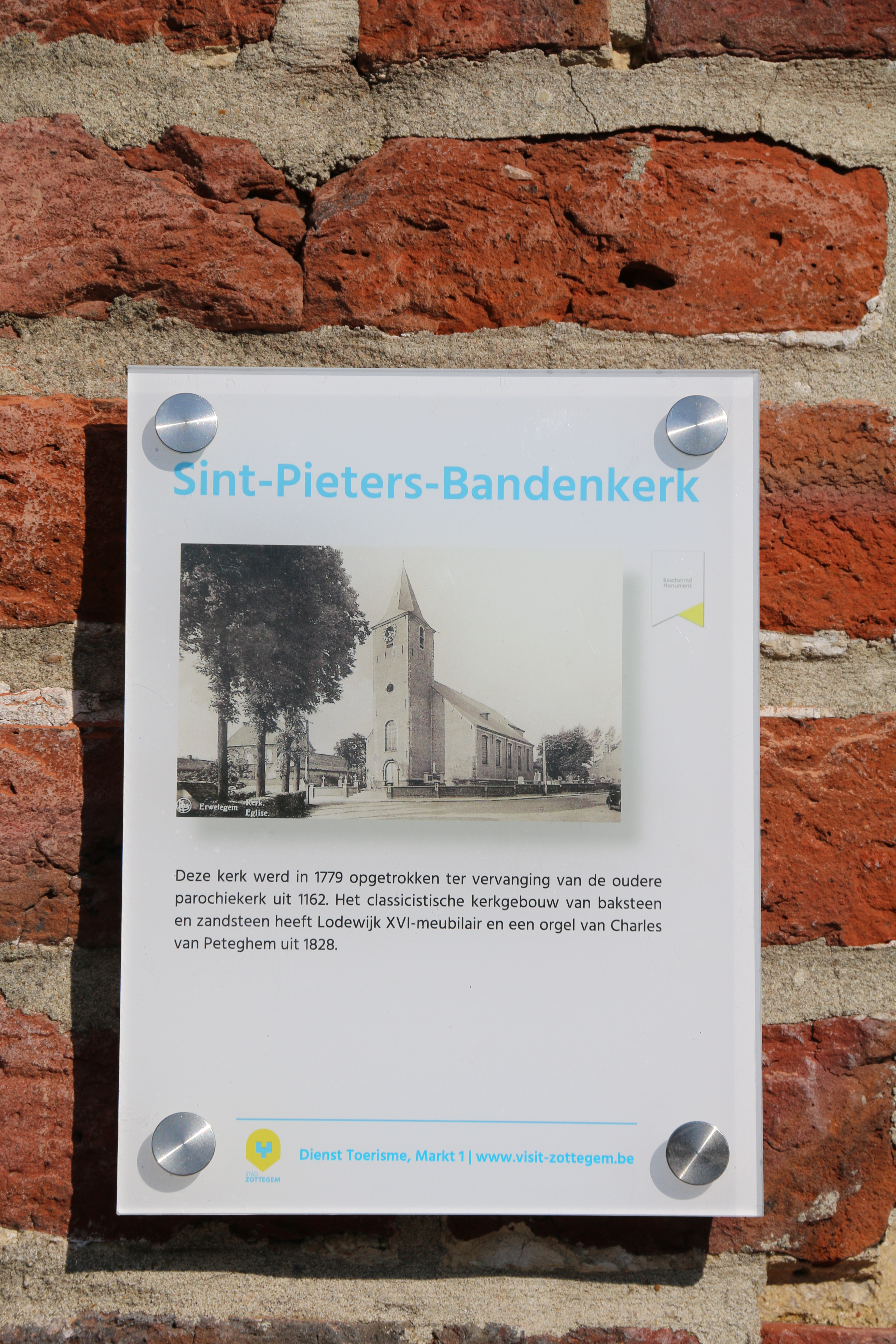
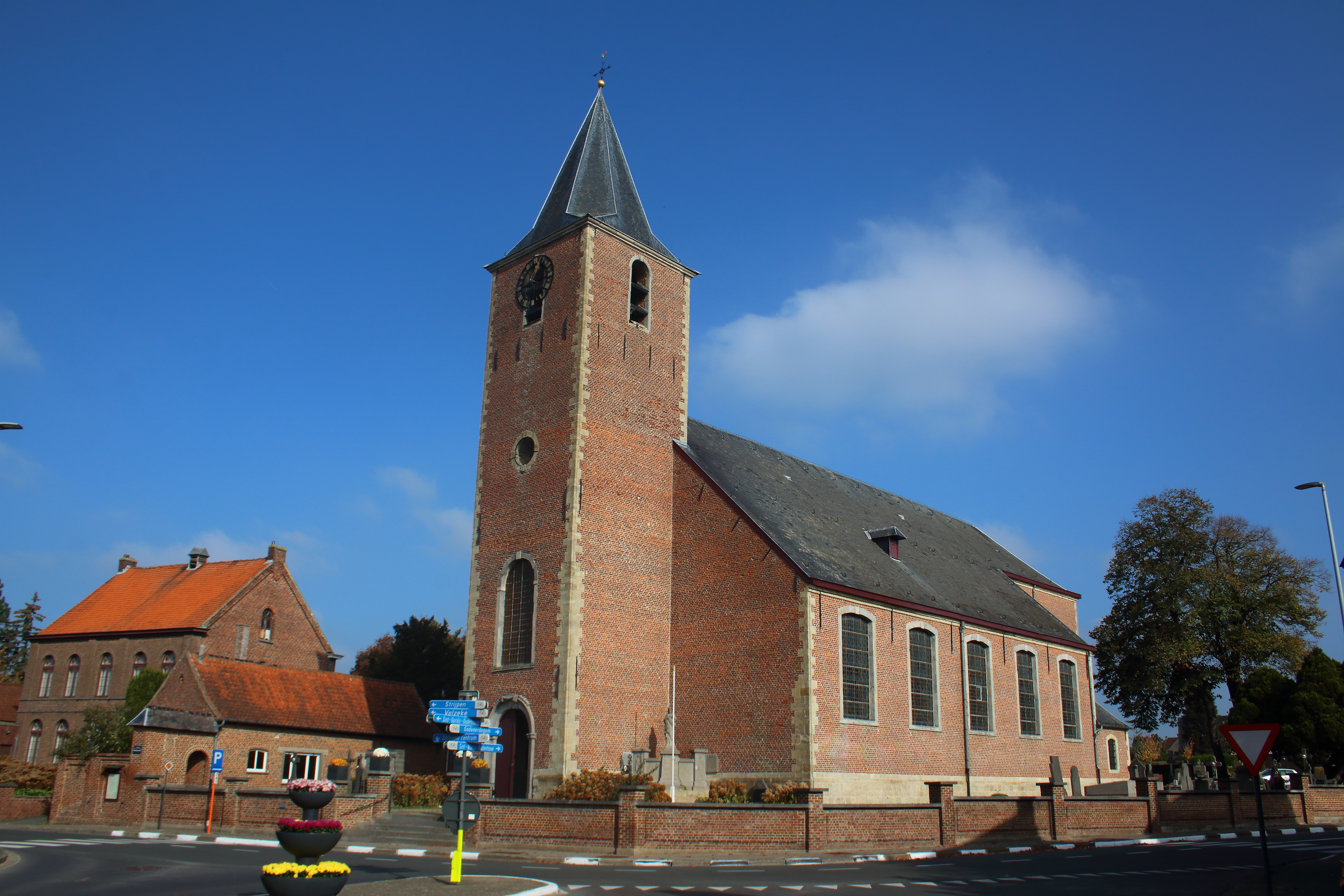

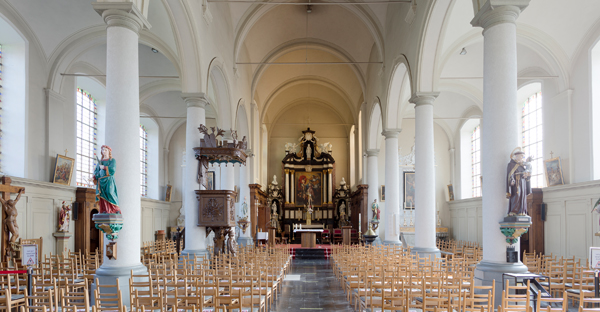
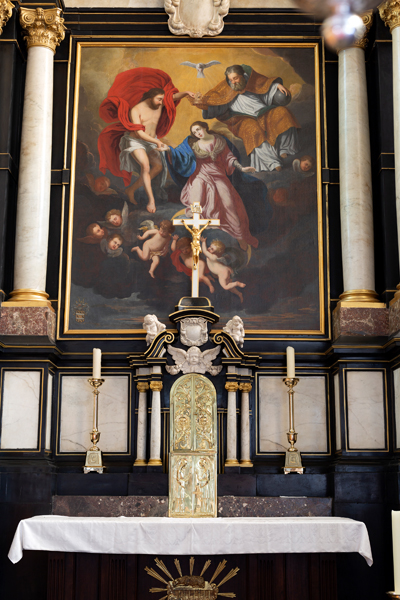
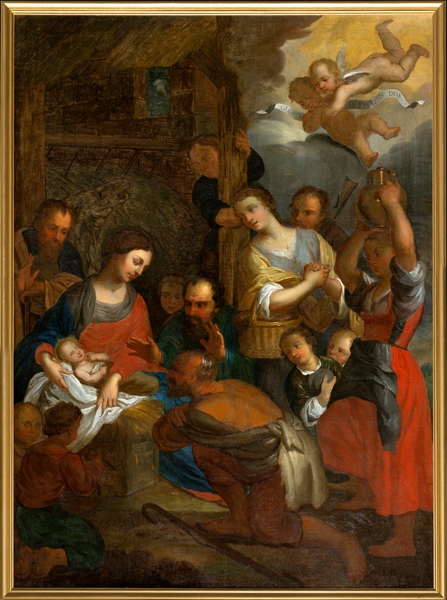
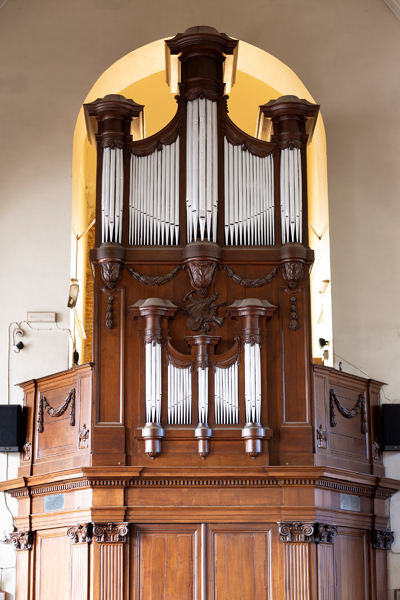
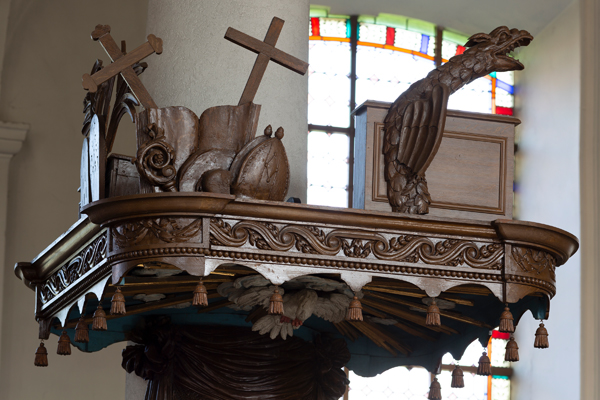